# Маргарета Брабантска (1276 – 1311)
Вижте пояснителната страница за други личности с името Маргарета Брабантска.
Маргарета Брабантска (на френски: Marguerite de Brabant, на нидерландски: Margaretha van Brabant; * 1275/1276; † 14 декември 1311, Генуа) от род Регинариди, е от 1309 г. римско-немска кралица на Свещената Римска империя.

## Произход
Дъщеря е на Йохан I, херцог на Брабант, и втората му съпруга Маргарета Фландърска († 1285), дъщеря на Гуидо дьо Дампиер, граф на Фландрия.

## Римско-немска кралица
През 1292 г. Маргарета се омъжва за по-късния римско-немски крал граф Хайнрих VII Люксембургски. Бракът е щастлив.
Маргарета придружава съпруга си в похода му в Италия, разболява се по времето на обсадата на Бреша и след няколко месеца умира в Генуа, където е погребана.

## Деца
Маргарета и Хайнрих VII имат децата:
- Ян Люксембургски (1296 – 1346), граф на Люксембург, крал на Бохемия (1311 – 1346)
- Мария (1304 – 1324), съпруга на крал Шарл IV
- Беатрикс (1305 – 1319), съпруга на унгарския крал Карл Роберт Анжуйски.

## Галерия
- Маргарета Брабантска, снаха и Елишка (центъра) и Анна Швайдницка (дясно)